# Middag (landschap)
Middag, vroeger ook Midoge of Midgo, is een streek en landschap in de Nederlandse provincie Groningen. De streek maakt deel uit van het Reitdiepgebied, dat is het stroomgebied de oude rivier Hunze, die de streek aan de noord- en oostkant begrenst. 
Middag vormde oorspronkelijk een onderdistrict van Hunsingo, maar werd na de machtswisseling in 1594 bij het nieuwe district Westerkwartier gevoegd. De meeste dorpen behoorden van oudsher tot het gebied van het klooster Aduard.  
Het noordelijke deel van de streek komt grotendeels overeen met de voormalige gemeente Ezinge, maar hoorde van 1990 tot 2019 bij de gemeente Winsum. Het zuidelijk deel omvat de vroegere gemeente Hoogkerk (nu Groningen) en een deel van de vroegere gemeente Aduard. Middag wordt in het noorden en oosten begrensd door de loop van het Reitdiep, in het westen door de weg van Saaksum naar Aduard en in het zuiden door Hoogkerk. Het landschap wordt sinds de jaren 1930 doorsneden door het Van Starkenborghkanaal. Tot in de zestiende eeuw was Middag een onderkwartier van Hunsingo en behoorde het kerkelijk tot het decanaat Baflo. Met uitzondering van Hoogkerk (gemeente Groningen) behoort het gebied sinds 2019 tot de gemeente Westerkwartier.
Middag behoort tot de oudste cultuurlandschappen van Nederland. Middag en het ten westen ervan gelegen landschap Humsterland hebben als "Middag-Humsterland" sinds 2005 de status Nationaal Landschap en zijn voorgedragen voor de lijst van werelderfgoed van de Unesco.
De landbouwstatistiek van 1912 rekende het hele Reitdiepgebied (met inbegrip van de voormalige gemeenten Winsum en Adorp) tot de Centrale Weidestreek. Sinds 1991 maakt het deel uit van het Centraal Weidegebied.

## Naam
De naam Middag is een verbastering van "Midage", dat is de Oud-friese vorm van "mid-oog", met de betekenis "middelste (schier)eiland". Wat in het Middelnederlands en -nederduits oog heette was in het Fries van die tijd âge of âch, vandaar die vorm Midd-ag. Men sprak tot ca. 1350 nog Fries in de Ommelanden.

## Landschapsontwikkeling
Middag is van oorsprong een schiereiland in het kweldergebied in Groningen, en is een onderdeel van het Fries-Groningse zeekleilandschap. Dit zeekleilandschap is gevormd in het Holoceen, een periode met een afwisseling van sterke en geringe zeespiegelstijgingen (transgressie- en regressiefasen).

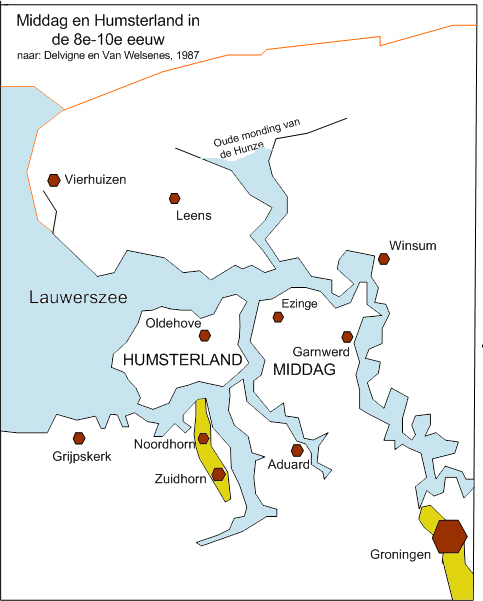
Kaart van Middag en Humsterland ten tijde van de inbraken van de Lauwerszee (800-1000). In kleur de pleistocene opduikingen van het Drents plateau. De plaatsen dienen ter oriëntatie en bestonden grotendeels nog niet in die tijd.

In de 6e eeuw voor Chr. lag ten noorden van de pleistocene zandgronden een moerassig veengebied. Nog noordelijker lag een kwelderzone, waar zich mensen vestigden op de wat hoger gelegen oeverwallen. Het is overigens niet uit te sluiten dat al in de bronstijd menselijke activiteit in de getijdenlandschappen aanwezig was.
De kolonisten waren afkomstig van de hoger gelegen zandgronden van Drenthe. Ze behoorden tot de Zeijense cultuur, zo genoemd naar de archeologische vondsten bij Zeijen. In Middag is voor deze cultuur kenmerkend aardewerk gevonden (Waterbolk en Boersma, 1981).
De eerste nederzettingen lagen op het natuurlijk kwelderoppervlak (de zogenaamde vlaknederzettingen). Bij voorkeur koos men de wat hoger gelegen kwelder- en oeverwallen. In perioden van sterke zeespiegelstijgingen gingen de bewoners hun woonplaatsen verhogen, het begin van de bekende wierden of terpen. Voor de ophoging werden kwelderzoden en kwelderklei gebruikt. Door toename van de bevolking werden afzonderlijke huiswierden met elkaar verbonden tot dorpswierden. Bekend is de wierdenreeks in Middag op de zuidelijke en westelijke oever van de toenmalige Hunze: de Paddepoel, Oostum, Garnwerd, Ezinge, Aalsum. Tot de oudste generatie wierden behoort Ezinge. Bij opgravingen stuitte men op een paalstomp van een boerderij, die met behulp van de C14-methode gedateerd werd op 350 ± 65 v.Chr.
In de loop van de 2e eeuw (Romeinse tijd) werd het kweldergebied zeewaarts uitgebreid. Het Hunzebekken bestond door het voortgaande verlandingsproces vrijwel geheel uit kwelders. Langs de hele Fries-Groningse kust vormde zich een brede zanderige kwelderwal. Het aantal wierden nam in de tijd sterk toe. De hoogte van de wierden bedroeg in die periode gemiddeld 2-3 meter.
Het grootste gedeelte van de provincie, met name het deel ten noorden van de stad Groningen was tot ver in de middeleeuwen niet bedijkt. In de vroege middeleeuwen (na 700) sloeg de zee grote stukken land weg in de al aanwezige kwelders ten noorden van Noordhorn. De rug van Noordhorn-Zuidhorn handhaafde zich in het watergeweld. De vorm daarvan werd in grote mate bepaald door de aanwezigheid van een keileem rug, de Horn, waarop de dorpen Zuidhorn en Noordhorn liggen. Deze keileemrug is een hoger gelegen gedeelte van een uitloper van het Drents plateau. De ruggen en dalen in het zuidelijk Westerkwartier lopen noordnoordwest-zuidzuidoost, wat overeenkomt met de richting van het bewegende landijs in het Pleistoceen. De rug waarop de stad Groningen ligt, de Hondsrug, heeft dezelfde richting (Delvigne en Van Welsenes, 1987).
De inbraken van de zee via de monding van de Lauwers veroorzaakten brede inhammen in het kweldergebied ten noorden en westen van Middag, waardoor het een schiereiland werd. De noordelijk gelegen zeeinham bereikte het stroomdal van de Hunze, waardoor deze rivier sindsdien vanaf Schouwerzijl naar het westen stroomde in plaats van naar het noorden. Het westelijk van Middag gelegen Humsterland werd zelfs helemaal een eiland. Middag en Humsterland werden gescheiden door de Kliefsloot. Deze zeearm had de Middagster Riet doorsneden en zo deze rivier van haar bovenloop (de Oude Riet) beroofd. In het landschap van Middag is de dode bedding nog steeds herkenbaar. Vanaf Fransum kronkelt het stroomdal langs Beswerd noordwaarts om bij Allersma het huidige Reitdiep te bereiken.

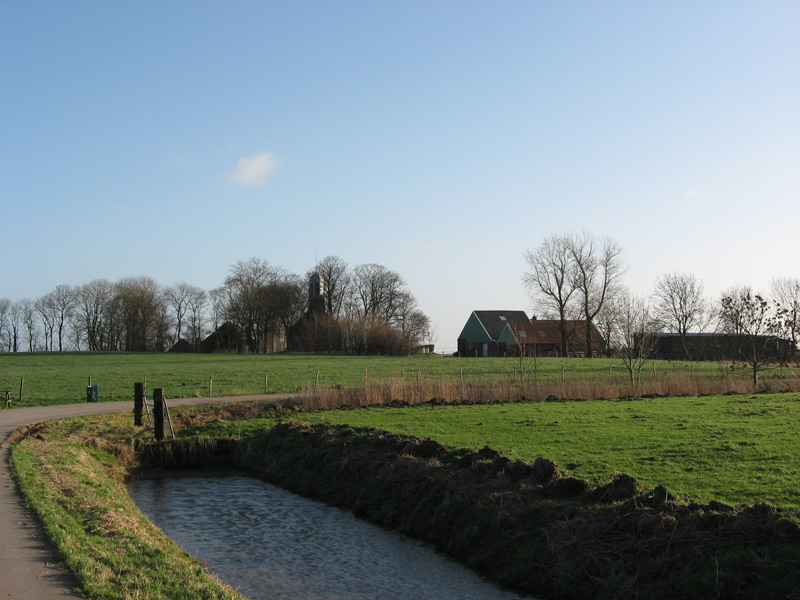
De wierde van Fransum

Rond 1000 begon de aanleg van de eerste (bescheiden) dijken. Vanaf de 12e eeuw werden de kloosters actief bij het organiseren van de waterbeheersing. In het gebied van Middag is het klooster van Aduard in dit opzicht leidinggevend geweest (zie Aduarderzijlvest). De inham tussen Middag en Humsterland werd ingedijkt en men groef het Aduarderdiep om de afwatering noordwaarts te verbeteren toen de Kliefsloot verlandde. Bij Aduarderzijl werd een sluis gebouwd om het water op het Reitdiep te lozen. Tot 1877 stond het Reitdiep in open verbinding met de zee. In 1706 werden de houten sluizen vervangen door een stenen sluis. Eerder werd ook de sterk kronkelende loop van het Reitdiep bij Garnwerd afgesneden (in 1629).
De zeearmen (onder meer de Kliefsloot) die pas later bedijkt zijn, liggen door de opslibbing iets hoger dan het oude land. In het huidige verkavelingspatroon is het oude kwelderlandschap nog steeds herkenbaar. Het gebied kent een tegenwoordig zeldzaam geworden verkavelingstype: de onregelmatige blokverkaveling.

## Landschapskenmerken
Hoewel het landschap op het eerste gezicht een vlak weidelandschap lijkt, heeft het toch een heel bijzonder kleinschalig reliëf.
Allereerst zijn er op veel plaatsen zogenaamde ‘kruinige percelen’ of ‘bolle akkers’ aanwezig. Deze akkers zijn in het midden hoger dan aan de randen wat de afwatering bevordert. Door steeds bij het ploegen de grond perceelinwaarts te keren, bereikte men deze hoogteverschillen. Naast de eerder genoemde restanten van de noord-zuid lopende bedding van de Middagster Riet zijn er ook hoogteverschillen ontstaan door afgravingen. Langs het Aduarderdiep vinden we een aantal laagten ontstaan door het afgraven van klei voor de steenfabrieken. Ooit lagen er 5 steenfabrieken langs het Aduarderdiep, inmiddels zijn ze allemaal verdwenen. Door de ‘tiggelwaarken’ ontstonden qua hoogte oneffen percelen. Vooral in de omgeving van Bolshuizen en Brillerij worden deze afgegraven percelen aangetroffen.
De meest markante reliëfelementen in Middag zijn zonder enige twijfel de al dan niet bewoonde wierden. Men onderscheidt op grond van de huidige verschijningsvorm twee typen wierdendorpen:
- Radiaire wierdendorpen dateren van het begin van de jaartelling. De boerderijen en woningen staan in een kring om het dorpsmidden en daardoor vormen de erfscheidingen een radiair patroon dat zich soms nog buiten de wierde in het verkavelingspatroon en het wegennet voortzet. Ezinge is een voorbeeld van dit type wierde in dit gebied.
- Rechthoekige wierdendorpen. Deze zijn van wat jongere datum. Het rechthoekig verkavelingspatroon moet worden toegeschreven aan de toename van de dorpsbevolking, waardoor een rationele verkaveling van de grond noodzakelijk werd. Feerwerd is een voorbeeld van dit type in Middag.

In de tweede helft van de 19e en de eerste decennia van de 20e eeuw vielen talloze wierden ten prooi aan commerciële afgraving. De vruchtbare terpaarde diende als bodemverbetering op de zand- en veengronden. Grote bekendheid kregen de wierden van Ezinge en Dorkwerd doordat Albert van Giffen (1884-1973) de afgravingen aangreep voor wetenschappelijk onderzoek.
In het kader van het project Wierden en Waarden van de provincie Groningen wordt nu gekeken in hoeverre wierden als cultuurhistorisch belangrijke elementen in ere hersteld kunnen worden. Met behulp van baggerslib uit het Reitdiep is de wierde van Englum (ook wel Legewier) in de oorspronkelijke vorm hersteld. De oudste bewoning van Englum dateert van de 5e eeuw voor Christus.

## Borgen en boerderijen
In Middag is nog één borg bewaard gebleven, de borg Allersma. In de 14e en 15e eeuw kende de provincie Groningen een groot aantal ‘steenhuizen’, de voorlopers van de Groninger borgen. Toen de verdedigingsfunctie verloren ging, werden sommige steenhuizen uitgebouwd tot borgen, een kasteelachtig complex omringd door grachten en tuinen. Van de vele borgen zijn er maar weinig overgebleven. Feerwerd kende twee borgen, de Aldringaborg en de Luursemaborg, maar beide werden afgebroken.
De borg Allersma, ten noorden van Ezinge aan het Reitdiep, was oorspronkelijk een ‘edele heerd’ en werd omstreeks 1650 uitgebouwd tot een borg door Duurt Elema (1618-1682) een Ommelander jonker. Reneke Meinard de Marees van Swinderen (1823-1899) was de laatste borgheer. Daarna wisselde de borg een aantal keren van eigenaar tot in 1946 de gemeente Ezinge eigenares werd. In 1970 werd de borg verkocht aan Staatsbosbeheer, de provincie kreeg de gebouwen in erfpacht en het beheer werd in handen gegeven van de Groninger Borgen Stichting. In 2005 kreeg de Rijksuniversiteit Groningen de gebouwen voor 30 jaar in erfpacht.
De boerderijen van Middag behoren tot het kop-hals-romptype. De kop-hals-rompboerderij is ontstaan in de periode 1650-1750. Kenmerkend is dat het woonhuis (de kop) door een laag tussenstuk (de hals) van de schuur of schuren wordt gescheiden. Doordat de schuren in de loop der tijden breder werden, kwam het woonhuis excentrisch op de schuur te staan. Soms is het woonhuis dwars geplaatst. Boerderijen met dwarshuizen worden ‘kimna’ genoemd.

## Oude kerken
In 787/787 schonk ene Gotricus land aan de abdij van Echternach aan de overzijde van de Lauwers, in twee onbekende dorpen Urva en Thelingi in de gouw 'Midochi'. Hier herkent men hetzelfde woord '-oog', eiland, als in Schiermonnikoog en Rottumeroog.
De oudste kerken in Middag zijn zonder uitzondering op wierden gebouwd. Vanaf 1200 zijn de oudste tufstenen kerken vervangen door bakstenen kerken. De oudste zijn gebouwd in romaanse stijl, de wat jongere in de stijl van de romano-gotiek. Veel kerken hebben in de loop der eeuwen stijlaanpassingen ondergaan. In de tweede helft van de vorige eeuw zijn verschillende kerken gerestaureerd. Fraaie voorbeelden van middeleeuwse kerken zijn te vinden in Oostum, Ezinge, Feerwerd en Fransum.